# 岩手県フットボールセンター

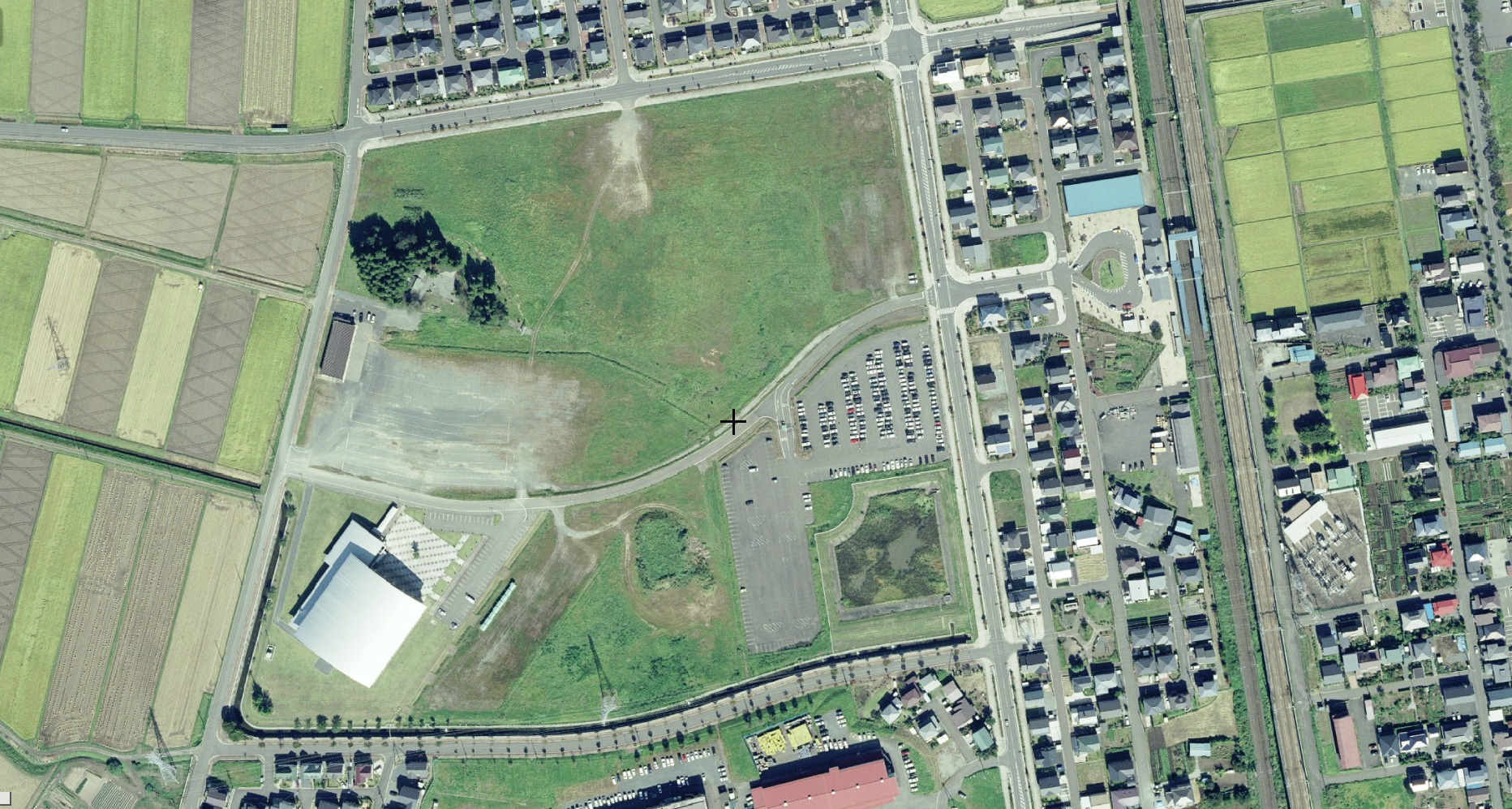
造成前の2008年撮影

岩手県フットボールセンター（いわてけんフットボールセンター）とは、岩手県紫波町に在るサッカー場。

## 概要
2011年4月完成。
総工費1億7190万円の岩手県のサッカー施設。日本サッカー協会からの都道府県フットボールセンター整備助成事業助成金7500万円と、紫波町補助金6000万円と、岩手県サッカー協会およびサッカー協会会員負担3690万円によって建設された。
地元サッカーチームの公式戦やスポーツイベント、練習場などに使われている。またクラブハウス内に岩手県サッカー協会の事務局が入り運営を行っている。